# كين هارفي (لاعب كرة قاعدة)
كين هارفي (بالإنجليزية: Ken Harvey)‏ هو لاعب كرة قاعدة أمريكي، ولد في 1 مارس 1978 في لوس أنجلوس في الولايات المتحدة.

## وصلات خارجية
- كين هارفي على موقعبيزبول رفرنس.كوم (الدوري الرئيسي) (الإنجليزية)